# Sommet international du jeu de Montréal
Le Sommet international du jeu de Montréal (SIJM), aussi appelé Montreal International Games Summit est un sommet sur le jeu vidéo. La première édition s’est tenue en 2004. Il se déroule généralement au Palais des congrès de Montréal.